# Pseudocalanidae
Pseudocalanidae är en familj av kräftdjur. Pseudocalanidae ingår i ordningen Calanoida, klassen Maxillopoda, fylumet leddjur och riket djur.